# Merriman (Nebraska)
Pour les articles homonymes, voir Merriman.
Merriman est un village du comté de Cherry, dans l'État du Nebraska, aux États-Unis. En 2020, il comptait une population de 87 habitants.